# Nybyggarna
För andra betydelser, se Nybyggarna (olika betydelser).
Nybyggarna är en roman från 1956 av den svenske författaren Vilhelm Moberg. Nybyggarna är uppföljaren till Invandrarna och den tredje delen i Utvandrarserien. Tillsammans med Sista brevet till Sverige utgör den grund för Jan Troells film Nybyggarna från 1972.
Romanen är en av titlarna i boken Tusen svenska klassiker (2009).

## Handling
Karl Oskar och Kristina har kommit fram till Minnesota och Stillwater, de har påbörjat sitt nybygge vid sjön som döps till Chisago Lake. Nybyggarna handlar om fortsättningen för dem; åren går, barnen växer och varje dag är en ny arbetsdag. Nya människor slår sig ner runt sjön med dem och ett samhälle med skola och kyrka börjar bildas. Man får också följa Karl Oskars bror Roberts äventyr på "The California Trail".

## Citat
| ” | - Du, Robert. Det där med guldet, var ligger det nånstans? - I Kalifornien. - Jag menar, vet du precis stället? - Nej, inte precis. Vi får leta, fråga oss fram. - Ligger det utspritt eller på samma ställe? - Nej, det ligger utspritt. | „ |